# George de Relwyskow
George Frederick William de Relwyskow (ur. 18 czerwca 1887 w Kensington, zm. 9 listopada 1942 w Leeds) – brytyjski zapaśnik walczący w stylu wolnym. Mistrz i wicemistrz olimpijski z Londynu z 1908.
Był trenerem brytyjskich zapaśników na igrzyskach olimpijskich w 1924. Później mieszkał i pracował w Leeds, gdzie zmarł.